# Požar u noćnom klubu u Kočanima
U noćnom klubu u Kočanima dogodio se 16. ožujka 2025. godine požar u kojemu je poginulo najmanje 59, a ozlijeđeno 155 osoba. Požar je izbio u noćnom klubu „Puls” između 2:30 i 3:00 sata ujutro nakon što su u zapaljivom potkrovlju zgrade nastale iskre od pirotehnike, što je dovelo do brzog širenja plamena. 
Ministar unutarnjih poslova Sjeverne Makedonije Panče Toškovski potvrdio je da su uhićene osobe koje su sudjelovale u organizaciji koncerta tijekom kojeg je izbio požar. Na teren su odmah upućene sve relevantne službe, uključujući tužitelje specijalizirane za organizirani kriminal. U tijeku je očevid radi rasvjetljavanja okolnosti događaja i utvrđivanja kaznene odgovornosti.
Tijekom požara u noćnom klubu na koncertu pop grupe DNK iz Sjeverne Makedonije bilo je oko 1500 ljudi, a prema prvim procjenama život je izgubila 51 osoba, a više od 100 osoba je ozlijeđeno i hospitalizirano u medicinskim ustanovama u Štipu i Skoplju. Broj se kasnije povećao. Među poginulima je i Andrej Lazarov, bivši nogometaš Rudeša i Gorice.